# Тюбинген (регион)
Вижте пояснителната страница за други значения на Тюбинген.
Регионът Тюбинген (на немски: Regierungsbezirk Tübingen) е административен регион (Regierungsbezirk) в провинция Баден-Вюртемберг, Германия с 1 809 373 жители (на 30 юни 2010) и площ 8918 km². Няма герб.
Управлява се в град Тюбинген.